# Failed supernova
Failed supernova は、 超新星の初期段階と同じように恒星が突然明るくなるが、その後大規模な流束にまでできず暗くなってしまう天文現象である。Failed supernova は擬似的超新星のサブカテゴリーに挙げられることもある。日本語では「失敗した超新星」「爆発し損なった超新星」「爆発失敗超新星」などと呼ばれることもあるが、天文用語として定まった対訳はなく、研究者は原語のFailed supernovaをそのまま使っている。

## 概要
Failed supernova は、超新星の初期段階で赤色超巨星が崩壊することによって恒星質量ブラックホールが作られることから生じると考えられている。恒星がそれ以上自重を支えられなくなると、恒星の核は完全に崩壊して恒星質量ブラックホールを形成し、大爆発を起こさせることなく発生したばかりの超新星を消費してしまう。遠方の観測者からは、赤色超巨星がほとんどあるいは全く燃え上がることなく消失したように見える。観測された消失事例によれば、Failed supernovaとなるには、太陽質量の17倍を超える質量を持つ超巨星を必要とするようである。
Failed supernova は、極超新星やロングガンマ線バーストとともに、ブラックホールの出現を知らせる理論的な証拠となる天文現象の一つである。

## 構造とプロセス
理論的には、赤色超巨星は超新星爆発を起こすには質量が大き過ぎるため、明るい閃光を見せることもなく直接ブラックホールへと崩壊する可能性もある。しかしながら、その場合は重力波のバーストを生成すると予測される。大質量の赤色超巨星で発生するとされるこのプロセスは、そのような前駆天体を持つ超新星の観測事例が不足していることを説明しうると考えられている。

## Failed supernovaの候補のリスト
| イベント            | 日付       | 位置                                   | 備考                                                                                       |                   |
| ------------------- | ---------- | -------------------------------------- | ------------------------------------------------------------------------------------------ | ----------------- |
| NGC3021-CANDIDATE-1 |            | NGC 3021 09h 50m 55.39s +33° 33′ 14.5″ | ハッブル宇宙望遠鏡のアーカイブデータから発見された、25 - 30 太陽質量 (M☉) のF8超巨星の消失 | [ 4 ] [ 7 ]       |
| N6946-BH1           | March 2009 | NGC 6946 20h 35m 27.56s +60° 08′ 08.2″ | 18 - 25 M☉の赤色超巨星の消失                                                               | [ 4 ] [ 1 ] [ 6 ] |

2019年12月、カナリア天体物理学研究所 (IAC)とストックホルム大学の国際研究チームは、1950年代に観測されたアメリカ海軍天文台カタログと近年のパンスターズの第1回公開データの約6億の天体を比較し、パンスターズでは失われていた15万個の候補から100個余りの赤い天体を見つけ出した。これらの赤い天体は、赤色矮星のフレアや大きく赤方偏移した超新星爆発、あるいは未分類の赤い突発天体の研究の助けとなる可能性があるとしている。筆頭執筆者のBeatriz Villarroelは、これら消失した天体の一部が Failed supernova である可能性についても言及している。